# Дом дворянина Н. М. Благово-Дружинина
Дом дворянина Н. М. Благово-Дружинина — жилой двухэтажный особняк середины XIX века постройки на пересечении улицы Мальцева (бывшей Пятницкой) и Благовещенской, в городе Вологде Вологодской области. Памятник истории и культуры федерального значения. Является одним из двух строений ансамбля усадьбы Дружинина. В настоящее время здание пустует.

## История
По улице А. В. Мальцева (бывшая Пятницкая) при пересечении с Благовещенской расположился двухэтажный дворянский деревянный особняк усадьбы Дружинина.
Первое упоминание о земельном участке, где стоят два дома усадьбы Дружинина, относятся к 1834 году. Усадьба Николая Михайловича Дружинина, статского советника, предводителя дворянства Кадниковского уезда.

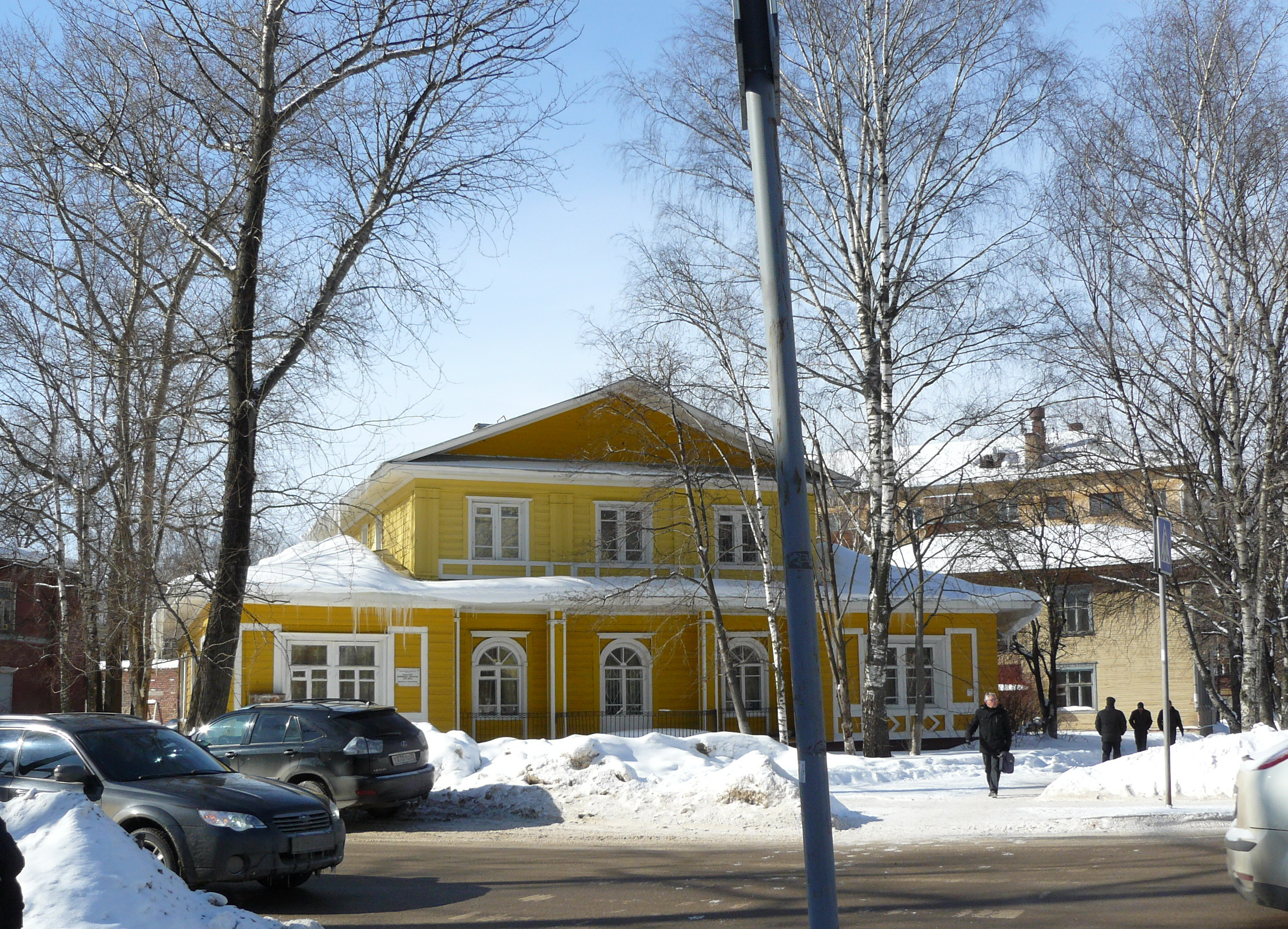
Внешний вид

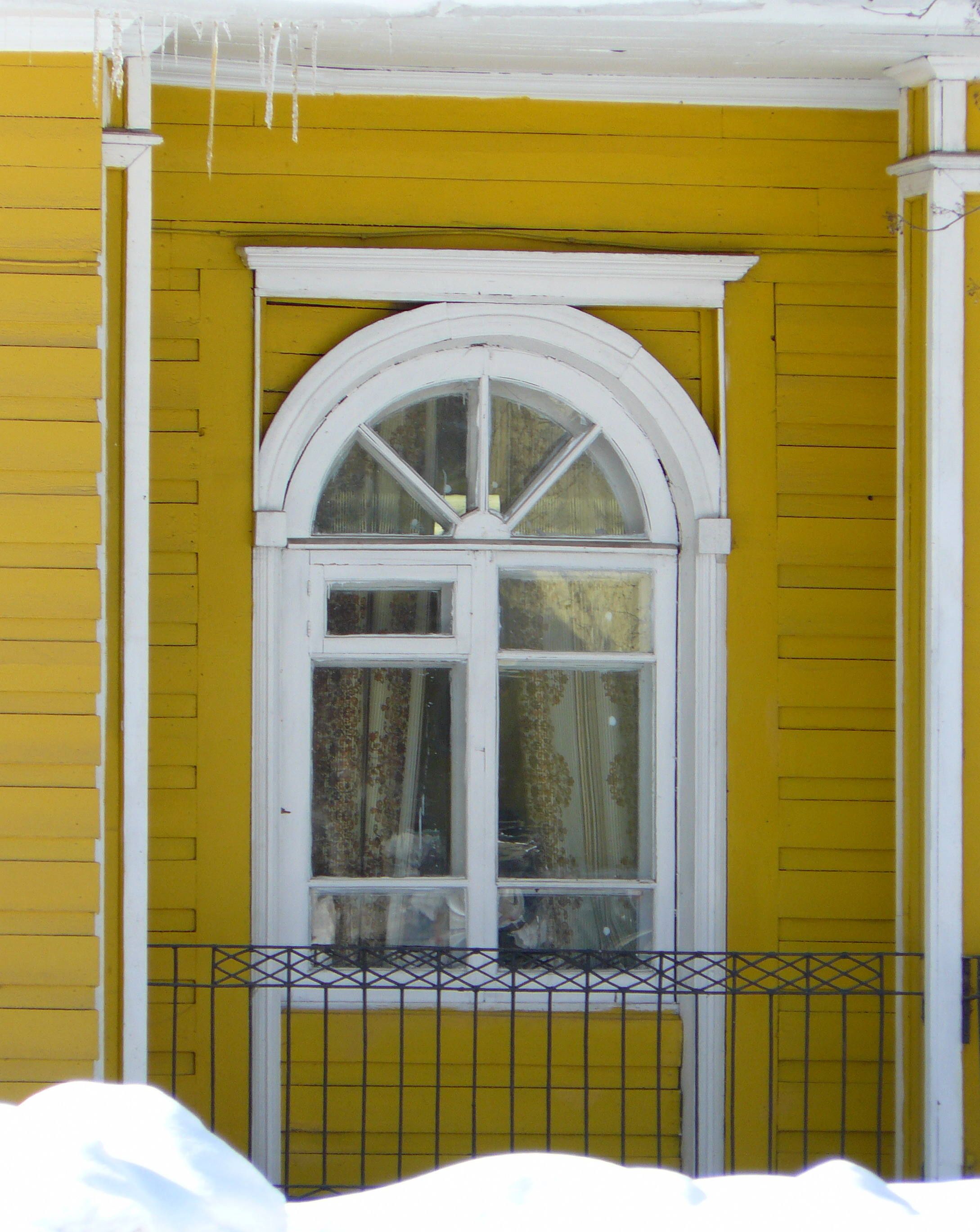
Наличник

Во всех путеводителях по городу Вологда начала XX века этот особняк наименован как дом Н. М. Благово-Дружинина. Дом мог бы появиться на этом месте раньше, но по первоначальному плану улица Пятницкая должна была быть застроена каменными зданиями. Запрет на строительство деревянных домов действовал до середины XIX века, именно тогда строение и появилось на этом месте. Последним владельцем дома до революции был Николай Михайлович Дружинин.
В середине марта 1918 года данный особняк был передан для нужд Британского вице-консульства. Над зданием развевался британский флаг. Здесь же работал и Джон Гиллеспи, под этим именем в Вологде находился «король шпионов» и прототип героя романов Яна Флеминга знаменитый агент 007 Джеймс Бонд — Сидней Рейли.

## Архитектура
Это строение образует совместно с другими рядом находящимися зданиями небольшую ромбовидную площадь. Его внешний вид уступает другим строениям Вологды эпохи деревянного зодчества. Здесь отсутствуют замысловатые кружева, а его облик очень прост и чётко выражен выверенными линиями «классицизма».
Деревянный дворянский дом имеет каменный фундамент и покрыт железом. Рядом, в отдельном строении, находится флигель-людская, который был полностью отреставрирован в 2020 году и также представляет архитектурную ценность.
В архитектуру дома легко бы вписывались колоннады в два этажа, однако это оказалось не по средствам. Вместо привычного четырех-, шестиколонного портика в этом здании сооружены пилоны и выступающая в центр фасада веранда с металлической решеткой. Присутствуют две пары окон по краям здания, которые объединены общей рамкой с простейшими ромбическими украшениями. Особняк легко представить стоящим где-нибудь на берегу пруда, в тени старых аллей помещичьего парка.

## Современное состояние
В советский период в особняке были устроены жилые квартиры.
Здание является объектом культурного наследия федерального значения. В едином государственном реестре наименован как «Жилой дом (деревянный), XIX в.». В недавнем прошлом в особняке располагался юридический факультет Педагогического Университета, сейчас здание пустует, но закреплено на праве оперативного управления за федеральным учреждением.